# Холлоуэй, Эдит
Эдит Марта Холлоуэй (англ. Edith Martha Holloway, ур. Крайтенден (англ. Crittenden); 1868 — 8 мая 1956) — английская шахматистка.

## Биография
Дочь английского скульптора Джона Дентона Крайтендена (англ. John Denton Crittenden) (1834–1877). После Первой мировой войны в 1919 году победила в чемпионате Великобритании по шахматам среди женщин. В 1936 году в возрасте 68-м лет повторила этот успех.
В 1924 году была в составе сборной Великобританий на неофициальной шахматной олимпиаде и таким образом стала первой женщиной, которая приняла участие в шахматных олимпиадах. В том же 1924 году в Италии поделила первое место на неофициальном чемпионате Европы по шахматам среди женщин.
Многократная участница турниров за звание чемпионки мира по шахматам. В 1927 году в Лондоне приняла участие в Первом турнире за звание чемпионки мира по шахматам и поделила 4-е — 5-е место. В 1935 году в Варшаве в турнире за звание чемпионки мира по шахматам поделила 6-е — 7-е место, а в 1937 году в Стокгольме турнире за звание чемпионки мира по шахматам поделила 10-е — 16-е место.